# Sir Safety Umbria Volley
O Sir Safety Umbria Volley, também conhecido como Sir Susa Vim Perugia por questões de patrocínio, é um time italiano de voleibol masculino da cidade de Perúgia, da região da Úmbria. Atualmente o clube disputa a SuperLega, a primeira divisão do campeonato italiano.

## Histórico
O Sir Volley foi fundado em Bastia Umbra, no ano de 2001. Foi o ano da estreia de Sir e Gino Sirci na Série C e na temporada seguinte conquista o título diante do time de Trevi e consegue a promoção à Série B2. Permanecendo nesta por mais duas jornadas até que na temporada de 2004–05 ascendeu à Série B1 e disputou neste nível até o ano de 2010, época da mudança de nome Sir Safety Umbria Volley e de sede para Perúgia. Participando de uma repescagem obteve por mérito próprios a promoção à Série A2.
Na primeira participação na Liga A2 terminou na décima terceira posição, e disputando o torneio de permanência alcança o direito de disputar novamente nesta série passando por Mantova e na final Gela. Na temporada 2011–12 alcança as semifinais na Copa A2 e conquista o título da Liga A2 e a promoção à Liga A1 de 2012–13, na qual terminou em sexto lugar e eliminado nas quartas de final, assim como ocorreu na Copa Itália.
Conquista o vice-campeonato na Copa Itália na temporada 2013–14 e o vice-campeonato na correspondente Liga A1 qualificando-se para a Liga dos Campeões da Europa de 2014–15. Na temporada de 2014–15 terminou na quarta posição na SuperLega e foi semifinalista na Copa Itália; enquanto que na Liga dos Campeões da Europa, avançou até a fase dos playoffs.
Na temporada de 2015–16 foi semifinalista da Copa Itália e quinto colocado na SuperLega; enquanto na Taça CEV, foi superado no golden set pelo Dínamo de Moscou na Fase de Desafio. Na temporada seguinte termina em terceiro lugar na SuperLega, eliminado nas quartas de final da Copa Itália, vice-campeão da Supercopa Italiana após derrota no tie-break para o Modena Volley e da Liga dos Campeões da Europa após perder a final por 3 sets a 0 para o russo Zenit Kazan.
Sagrou-se campeão nacional pela primeira vez após vencer o Cucine Lube Civitanova na 5ª partida das finais da SuperLega de 2017–18, também obtendo o título inédito da Copa Itália e da Supercopa Italiana, além do terceiro lugar na Liga dos Campeões da Europa. Na temporada de 2018–19 conquista o bicampeonato na Copa Itália e terminou na quarta posição na Supercopa Italiana de 2018 após ser derrota nas semifinais pelo Trentino Volley.
Em 2022, após o então bicampeão da Liga dos Campeões da Europa ZAKSA Kędzierzyn-Koźle renunciar à participação no Campeonato Mundial de Clubes, o clube italiano foi convidado pela Federação Internacional de Voleibol (FIVB) a competir o torneio, sendo a primeira aparição do clube nesta competição. Após o 100% de aproveitamento na fase de grupos, a equipe de Perúgia avançou às finais e conquistou o inédito título mundial ao vencer o compatriota Trentino Volley na final por 3 sets a 1.

## Títulos

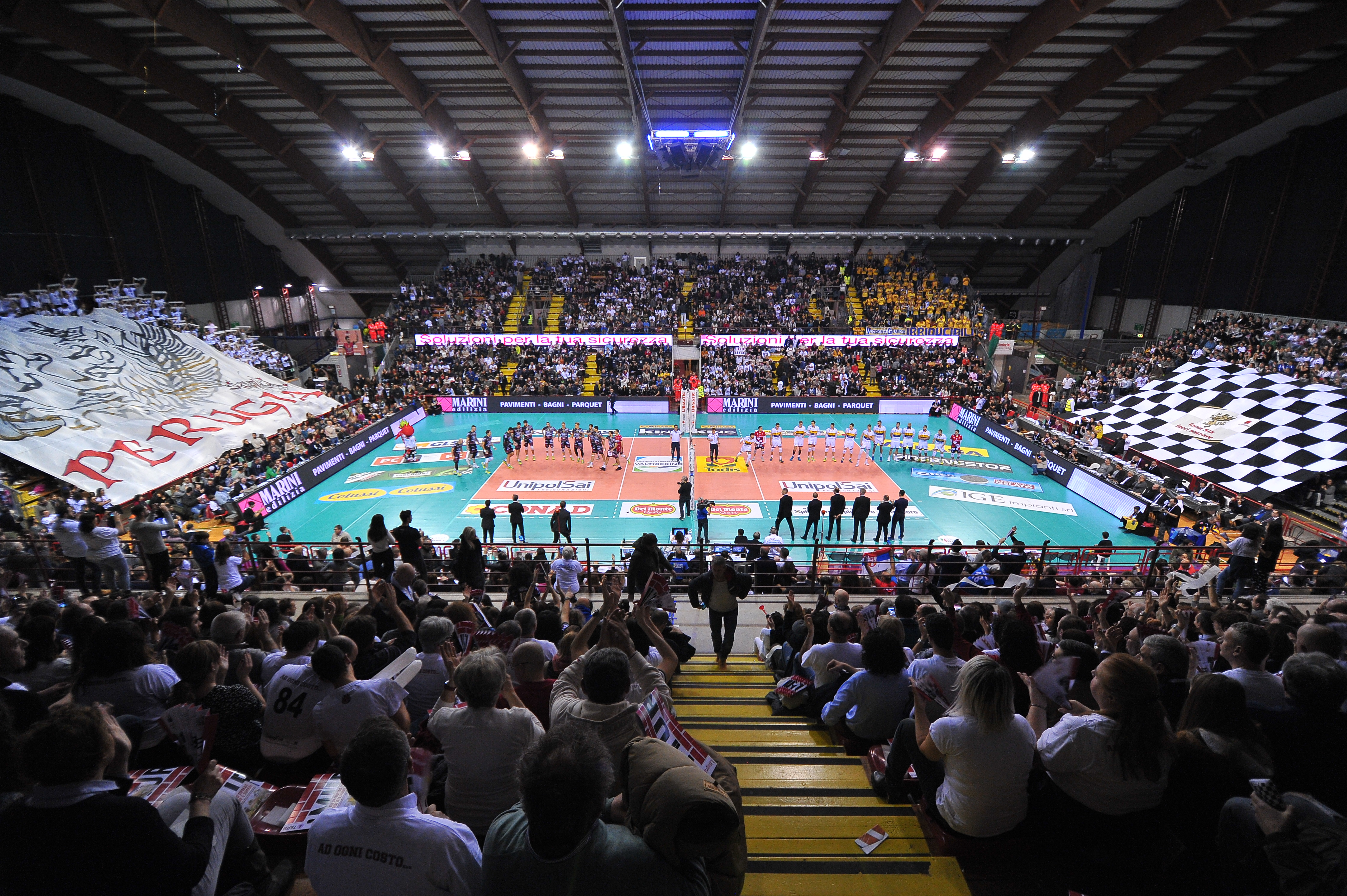
Vista panorâmica do PalaEvangelisti antes da partida contra o Modena Volley pelo Campeonato Italiano de 2017–18.

### Internacionais
Mundial de Clubes
- Campeão: 2022, 2023

 Liga dos Campeões
- Vice-campeão: 2016–17
- Terceiro lugar: 2017–18

### Nacionais
Campeonato Italiano
- Campeão: 2017–18, 2023–24
- Vice-campeão: 2013–14, 2015–16, 2020–21, 2021–22
- Terceiro lugar: 2013–14, 2016–17

 Copa Itália
- Campeão: 2017–18, 2018–19, 2021–22, 2023–24
- Vice-campeão: 2013–14, 2019–20, 2020–21

 Supercopa Italiana
- Campeão: 2017, 2019, 2020, 2022, 2023, 2024
- Vice-campeão: 2016
- Terceiro lugar: 2021

 Campeonato Italiano - Série A2
- Campeão: 2011–12

 Copa Itália - Série A2
- Terceiro lugar: 2011–12

## Elenco atual
Atletas selecionados para disputar a temporada 2023–24.
| Camisa                     | Nome               | Altura (m) | Posição    |
| -------------------------- | ------------------ | ---------- | ---------- |
| 2                          | Davide Candellaro  | 2,00       | Central    |
| 3                          | Tim Held           | 1,91       | Ponteiro   |
| 6                          | Simone Giannelli   | 1,99       | Levantador |
| 7                          | Jesús Herrera      | 1,96       | Oposto     |
| 8                          | Alessandro Toscani | 1,75       | Líbero     |
| 9                          | Wilfredo León      | 2,01       | Ponteiro   |
| 10                         | Wassim Ben Tara    | 2,03       | Oposto     |
| 11                         | Sebastián Solé     | 2,00       | Central    |
| 13                         | Massimo Colaci     | 1,85       | Líbero     |
| 15                         | Flávio Gualberto   | 2,00       | Central    |
| 16                         | Kamil Semeniuk     | 1,94       | Ponteiro   |
| 17                         | Oleh Plotnytskyi   | 1,95       | Ponteiro   |
| 19                         | Roberto Russo      | 2,07       | Central    |
| 20                         | Gregor Ropret      | 1,92       | Levantador |
| Técnico: Angelo Lorenzetti |                    |            |            |